# Ернст Юнгер
Ернст Юнгер (на немски: Ernst Jünger) е германски писател, философ, офицер и ентомолог.
Освен с множеството си дневници и романи е известен най-вече със „Стоманена буря“ (In Stahlgewittern), където са описани неговите преживявания през Първата световна война. Мнозина критици му отреждат място сред най-великите немски съвременни писатели, както и сред героите на консервативното революционно движение след Първата световна война. Други пренебрежително го смятат за милитарист и реакционер.

## Биография

### Произход и младежки години (1895 – 1919)
Роден е на 29 март 1895 г. в Хайделберг, Германска империя, първи син в семейството на химика Ернст Георг Юнгер. Брат му Фридрих Георг Юнгер (1898 – 1977) става поет и есеист.
Израства в Хановер, където посещава училище от 1901 до 1913 г. и става член на движението Вандерфогел (Wandervogel). През 1913 г. бяга от дома си, за да се присъедини към Френския чуждестранен легион, където служи за кратко в Северна Африка. По време на Първата световна война служи в Германската имперска армия на Западния фронт, където се отличава със своите умения. През първата седмица на януари 1917 г. е награден с Железен кръст първа степен, а през септември на следващата година получава най-високото отличие на Германската империя по това време – „Синия Макс“ (Blauer Max, официално: Pour le Mérite). Повишен в лейтенант едва на 23-годишна възраст, той е един от най-младите войници в историята, получили подобно отличие.

### Първи публикации и Нацистка Германия (1920 – 1938)
Неговите военни преживявания са описани за пръв път в „Стоманена буря“, публикувана през 1920 г. (на собствени разноски). Тази книга, чрез която Юнгер изведнъж получава своята слава, разказва за една възхвалена война.
Ернст служи като лейтенант във войската на Ваймарска република до неговата демобилизация през 1923 г. Впоследствие учи морска биология, зоология, ботаника и философия, като става добре познат ентомолог.
През 1925 г. се жени за Грета фон Яинсен (1906 – 1960). Двамата имат две деца: Ернст (1926 – 1944) и Александър (1934 – 1993).
През 1920-те години Юнгер публикува свои творби в няколко десни националистически журнали. Пише и няколко романа. Както в „Стоманена буря“, той славослови войната като душевно, съкровено събитие и в книгата си „Огън и кръв“ (Feuer und Blut). Според неговите разсъждения войната въздига живота на войника, изолиран от останалото човечество, до мистично преживяване. В допълнение твърди, че екстремностите на съвременното военно дело подлагат на тест съобразителността и способностите на човешкото съзнание. Юнгер критикува нестабилната и лесно разрушима демокрация на Ваймарската република, заявявайки, че той самият „мрази демокрацията като чума“. Макар никога да не става член на Националсоциалистическата германска работническа партия, ръководена от Адолф Хитлер, писателят никога не критикува диктатурата на фюрера преди войната. Въпреки това той отказва място в Райхстага, което му е предложено след като Нацистката партия идва на власт през 1933, и поканата да ръководи Германската литературна академия (Die deutsche Akademie der Dichtung). Макар Ернст никога да не подкрепя Хитлер и да стои настрана от правителството, неговата „Стоманена буря“ се продава добре по време на Нацистка Германия. В своето есе „За болката“, написано и публикувано през 1934 г., той отхвърля либералните блага като свобода, безопасност, спокойствие и комфорт в търсене на стойността на човека по отношение на неговата способност да устои на болката и да се жертва.
През 1927 г. се мести в Берлин. Две години по-късно е издаден романът му „Приключенско сърце“ (Das abenteuerliche Herz). В „За национализма и еврейския въпрос“ (Über Nationalismus und Judenfrage, 1930) той описва евреите като заплаха за Обединена Германия. През 1932 публикува „Работникът“ (Der Arbeiter), която апелира към създаването на изцяло мобилизирано общество, управлявано от хора, представляващи триединството „воин-работник-учен“. Юнгер напуска Берлин през 1933 г., а неговата къща бива претърсена от тайната полиция на Гестапо. От 1938 му е забранено да пише от нацистите. В „На мраморните клифове“ (Auf den Marmorklippen) Юнгер използва метафоричен език, за да изрази своето негативно разбиране за ситуацията в хитлеристка Германия.

### Втората световна война (1939 – 1945)
През Втората световна война Юнгер служи като генерал. Назначен е на административна позиция в Париж, където влиза в контакт с известни творци от това време като Пикасо и Жан Кокто. Той описва своя престой в Париж в дневника си „Градини и улици“ (Gärten und Straßen, 1942).
Юнгер вероятно има някаква роля в атентата срещу Хитлер, воден от Клаус фон Щауфенберг на 20 юли. Очевидно писателят дава вдъхновение на антинацистките консерватори в германската армия, а докато е в Париж, е близък с всички възрастни офицери, най-вече пруски, които са начело на заговора. В крайна сметка Юнгер заема незначително място в тогавашните събития, така че впоследствие единствено е уволнен (лятото на 1944) вместо да бъде екзекутиран.
Неговият по-голям син Ернст младши, по онова време морски кадет, е заловен и затворен същата година за участие в „подривни дискусии“ в своята Военноморска академия във Вилхелмсхафен. Преместен е в Наказателен батальон 999 и е убит в близост до Карара в окупирана Италия на 29 ноември.

### След войната (1946 – 1998)
След войната Юнгер първоначално остава под съмнение относно своето националистическо минало. Забранено му е да публикува своите творби в Германия за няколко години от британските окупационни сили под предлог, че не се е съпротивлявал достатъчно на диктатурата. „Мирът“ (Der Friede), написан през 1943 и публикуван в чужбина през 1947 г., представлява краят на неговата намеса в политиката.
През 50-те и 60-те години на ХХ век писателят пътува много често. Първата му съпруга Грета умира през 1960, а две години след това той сключва брак повторно с Лизелоте Лорер.
Въпреки своя полемичен живот Юнгер казва, че никога не съжалява за нищо, което е написал, нито би върнал думите си обратно. Макар да твърди така, той се присъединява към немския канцлер Хелмут Кол и френския президент Франсоа Митеран на френско-немска церемония във Вердюн през 1984, където изнася реч и нарича военната идеология на Германия преди и след Първата световна война „гибелна грешка“.
През 1993 г. най-малкият му син Александър, който е лекар, се самоубива.
На 100-тния рожден ден на Юнгер на 29 март 1995 г. писателят получава множество поздравления и благопожелание, включително от френския президент социалист Франсоа Митеран.
Юнгер умира на 17 февруари 1998 г. в Ридлинген, Горна Швабия, на 102-годишна възраст, като последният носител на военната версия на ордена Pour le Mérite.

## Творчество
Ернст продължава да пише през целия си живот, издавайки над 50 книги. Реабилитиран през 50-те години на ХХ век, Юнгер продължава да се смята за важна фигура в немската литература. Немският издател Клет издава събраните творби на писателя в десет тома (Sämtliche Werke) през 1965 г. Същият издател публикува второ издание през 1983 г., което превръща Юнгер в един от четиримата известни немски писатели, доживели да видят две издания на събраните си творби. Другите трима са Гьоте, Клопщок и Виланд.
Заради своето минало и продължаващата си роля като консервативен философ и икона на движението, споровете относно отношението на Юнгер към нацисткия режим продължават. Писателят е изключително известен във Франция, където по едно и също време се издават 48 от неговите преведени книги.
Дневниците на Юнгер от 1939 до 1949 са публикувани под заглавието „Отблясъци“ (Strahlungen).
Юнгер е сред първите привърженици на магическия реализъм. В „Стъклени пчели“ (Gläserne Bienen) неговите видения за бъдеще, в което премеханизираният свят заплашва индивидуализма, може да бъдат сметнати за научна фантастика. Като прочувствен писател с образование на ботанист и зоолог (както и военната му служба), неговите творби като цяло включват изумителни детайлни описания на природния свят. Критиците му смятат, че в книгите му се забелязва излишък на емоционален контрол и точност. През 1981 г. му е връчена наградата Prix mondial Cino Del Duca.
През целия си живот той експериментира с опиати като етер, кокаин и хашиш, като по-късно използва мескалин и ЛСД. Тези експерименти са записани подробно в „Подходи“ (Annäherungen, 1970). Романът „Посещение в Годенхолм“ (Visit to Godenholm, 1952) очевидно е повлиян от по-ранните му опити с мескалин и ЛСД. Юнгер се среща със създателя на ЛСД Алберт Хофман, при което те заедно вземат от психоактивното вещество. Мемоарът на Хофман „ЛСД, моето проблемно дете“ описва няколко от тези срещи.
Един от най-значимите му литературни приноси е метаисторическата фигура на Анарха (автономна личност, индивидуалист), която се развива от по-ранна концепция от „Горски беглец“ (Waldgänger). Анархът е отговорът на Юнгер на въпроса за оцеляването на личностната свобода в тоталитарния свят. Като идея е развит най-вече и първоначално чрез героя Мартин Венатор в романа „Оймесвил“ (Eumeswil).

## Обвинения във фашизъм
Някои критици на Юнгеровите творби го считат за фашист. Той никога не отхвърля своята симпатия към политическата доктрина на „кръв и земя“ (Blut und Boden), която е известна в Нацистка Германия, ала според част от неговите критици консервативната му литература не е само фашистка, а дори популяризира и прави нацистката идея по-атрактивна. Онтологията на войната, изобразена в „Стоманена буря“, може да бъде интерпретирана като модел за нова и различна обществена подредба отвъд демокрацията; отвъд сигурността на буржоазията и скуката.

### Избрани творби
Дневници
- In Stahlgewittern („Стоманена буря“, 1920, ISBN 0-86527-310-3)
- Das Wäldchen 125 („Корпус 125: Хроника за окопното военно дело от 1918“, ISBN 0-86527-379-0)
- Feuer und Blut („Огън и кръв“, 1925)
- Gärten und Straßen („Градини и улици“, 1942)
- Myrdun. Briefe aus Norwegen („Мюрдун. Писма от Норвегия“, 1943)
- Atlantische Fahrt („Атлантическо пътуване“, 1947)
- Ein Inselfrühling („Пролет на остров“, 1948)
- Strahlungen („Отблясъци“, 1949)
- Jahre der Okkupation („Години на окупация“, 1958)

Романи
- Heliopolis („Хелиополис“, 1949)
- Die Zwille („Прашката“, 1973)
- Eumeswil („Оймесвил“, 1977)
- Eine gefährliche Begegnung („Опасна среща“, 1985)

Разкази
- Sturm („Буря“, 1923)
- Afrikanische Spiele („Африкански игри“, 1936)
- Auf den Marmorklippen („На мраморните клифове“, 1939, ISBN 0-14-002985-0)
- Die Eberjagd („Лов на глигани“, 1952)
- Besuch auf Godenholm („Посещение на Годенхолм“, 1952)
- Gläserne Bienen („Стъклени пчели“, 1957, ISBN 0-374-52173-5)

Есета
- Der Kampf als inneres Erlebnis („Борбата като вътрешно преживяване“, 1922, ISBN 0-86527-310-3)
- Das abenteuerliche Herz („Приключенско сърце“, 1929)
- Die totale Mobilmachung („Тотална мобилизация“, 1931)
- Der Arbeiter, Herrschaft und Gestalt („Работникът“, 1932)
- Geheimnisse der Sprache („Тайните на езика“, 1934)
- Blätter und Steine („Листа и камъни“, 1934)
- Am Kieselstein („На чакъления бряг“, 1951, ISBN 978-0-914386-40-7)
- Der Friede („Мирът“, 1947)
- Sprache und Körperbau („Език и строеж на тялото“, 1947)
- Über die Linie („За линията“, 1950)
- Der Waldgang („Горски проход“, 1951)
- Der Gordische Knoten („Гордиевият възел“, 1953)
- Das Sanduhrbuch („Книгата за пясъчния часовник“, 1954)
- An der Zeitmauer („На стенат на времето“, 1959)
- Der Weltstaat („Световната държава“, 1960)
- Annäherungen. Drogen und Rausch („Подходи. Дрогата и опиянението“, 1970)
- Träume. Nocturnes („Мечти. Ноктюрни“, 1970)
- Zahlen und Götter. Philemon und Baucis. Zwei Essays („Числа и богове. Филемон и Бакхус. Две есета“, 1974)
- Aladins Problem („Проблемът на Аладин“, 1983)
- Maxima–Minima („Максима-минима“, бележки по „Работникът“, 1983)
- Autor und Autorschaft („Автор и авторство“, 1984)
- Zwei Mal Halley („Два пъти Хaлей“, 1987)
- Die Schere („Ножицата“, 1990)
- Serpentara („Серпентара“, 1991)
- Prognosen („Прогнози“, 1993)
- Weiße Nächte („Бели нощи“, 1997)

### Книги за Юнгер
- Horst Mühleisen, Bibliographie der Werke Ernst Jüngers, Stuttgart 1995, ISBN 3-7681-9803-0
- Nicolai Riedel, Ernst-Jünger-Bibliographie. Wissenschaftliche und essayistische Beiträge zu seinem Werk (1928 – 2002), Stuttgart, Weimar 2003, ISBN 3-476-01961-6
- Tobias Wimbauer, Personenregister der Tagebücher Ernst Jüngers, Edition Antaios, Schnellroda 2003. ISBN 3-935063-51-2
- Svend Buhl, „Licht heißt hier Klang“ – Synästhesie und Stereoskopie in den Tagebüchern Ernst Jüngers. Bonn R. Nenzel Verlag 2003, ISBN 3-929035-06-5
- Oliver Demant, Zwischen Aktion und Kontemplation: Das Frühwerk Ernst Jüngers unter dem Aspekt der Entwicklung individualistischer und kollektivistischer Perspektiven als Bewältigungsversuch der Moderne. Dissertation.de, Berlin 2008, ISBN 978-3-86624-355-2
- Lutz Hagestedt (Hrsg.), Ernst Jünger. Politik – Mythos – Kunst. Walter de Gruyter, Berlin, New York 2004, ISBN 3-11-018093-6
- Helmuth Kiesel, Ernst Jünger. Die Biographie. Siedler, 2007, ISBN 3-88680-852-1
- Peter Koslowski, Der Mythos der Moderne. Die dichterische Philosophie Ernst Jüngers. Wilhelm Fink, München 1991
- Bernd A. Laska, Katechon und Anarch. Nürnberg, LSR, 1997, ISBN 3-922058-63-9. (ü. Carl Schmitt und Ernst Jünger)
- Helmut Lethen, Verhaltenslehren der Kälte. Lebensversuche zwischen den Kriegen., Frankfurt am Main 1994, ISBN 3-518-11884-6
- Steffen Martus, Ernst Jünger. J. B. Metzler, Stuttgart, Weimar 2001, ISBN 3-476-10333-1
- Martin Meyer, Ernst Jünger. München Hanser 1990, ISBN 3-446-15904-5
- Paul Noack, Ernst Jünger. Eine Biographie. Berlin 1998, ISBN 3-8286-0024-7
- Ulrich Prill, „Mir ward Alles Spiel“ – Ernst Jünger als homo ludens. Königshausen & Neumann, Würzburg 2002, ISBN 3-8260-2355-2
- Alexander Pschera, Bunter Staub. Ernst Jünger im Gegenlicht. Matthes & Seitz, Berlin 2008, ISBN 978-3-88221-725-4
- Heimo Schwilk, Ernst Jünger – Ein Jahrhundertleben. Piper Verlag, 2007
- Walter Brockmann, „Die Osnabrücker Ahnen des Schriftstellers Ernst Jünger“. In: Osnabrücker Land 1991, Heimatjahrbuch des KHB-Osnabrücker Land. ISSN 0171 – 2136
- Herbert Holstein, Rainer Drewes, „Jüngersche Wurzeln in Bramsche“. In: Osnabrücker Land 2009, Heimatjahrbuch des KHB-Osnabrücker Land 2009. ISSN 1618 – 5757